# أديسون أوديا
أديسون أوديا (بالإنجليزية: Addison O'Dea)‏ هو صانع أفلام أمريكي، ولد في 15 يونيو 1979 في نيويورك في الولايات المتحدة.

## روابط خارجية
- أديسون أوديا على موقع IMDb (الإنجليزية)